# Маршанція альпійська
Маршанція альпійська (Marchantia alpestris) — вид печіночників родини маршанцієвих (Marchantiaceae).
Таксон є синонімом до Marchantia polymorpha subsp. montivagans Bischl. & Boissel.-Dub.

## Поширення
Зареєстрований у Європі й Північній Америці.